# صموئيل جاكوب بيك
صموئيل جاكوب بيك (بالإنجليزية: Samuel Jacob Beck)‏ هو عالم نفس أمريكي، ولد في 1896، وتوفي في 1980.